# Alexander Gottlieb Baumgarten
Alexander Gottlieb Baumgarten (Berlino, 17 luglio 1714 – Francoforte sull'Oder, 27 maggio 1762) è stato un filosofo tedesco.

## Vita ed opere
Fortemente influenzato da Christian Wolff, che probabilmente non conobbe mai di persona, professore e poi rettore all'Università di Francoforte sull'Oder. Fortemente influenzato dal pensiero di Leibniz, aderisce alla sua teoria delle monadi e alla concezione di un'"armonia" cosmica ad opera di Dio.
Le sue opere principali sono: Le Meditazioni filosofiche su argomenti concernenti la poesia (in latino 1735), Metaphysica (1739),  Aesthetica (2 volumi, incompiuta 1750-58), Ethica philosophica (postuma 1763).
Fu definito da Johann Gottfried Herder l'"Aristotele tedesco" poiché si era interessato a studi riguardanti il De interpretatione, uno scritto aristotelico che fa parte dell'Organon.

## Il pensiero
Il suo pensiero è collegato soprattutto alla filosofia di Leibniz, del quale riprende la teoria delle monadi e dell'armonia prestabilita, e a quella di Christian Wolff che egli commenterà e chioserà,  chiarendone ogni aspetto. Su Wolff è anche basata la sua Metaphysica, del 1739, un compendio in mille paragrafi che fu adottato come testo per l'insegnamento anche da Kant.
L'interesse di Baumgarten è soprattutto nei confronti della metafisica, "scienza delle qualità delle cose, conoscibili senza la fede", che dà la possibilità a tutti di conoscere quegli argomenti che altrimenti avrebbero bisogno dell'ausilio della fede. Baumgarten stabilì inoltre che dalla metafisica discendono tutti i saperi che concernono l'uomo: (etica, filosofia del diritto, filosofia del linguaggio ecc.)
Nella prefazione ad un suo scritto, Baumgarten ci dice di essere stato incaricato dalla sua università a "trattare il rapporto tra filosofia e poesia". In questa occasione egli sentì la necessità di definire una teoria della conoscenza che divise in due parti: la logica che riguarda la conoscenza intellettuale e l'estetica (dal greco aisthesis, sensazione), termine che egli adottò per primo nella storia della filosofia, riferendolo alla conoscenza sensibile e alla "teoria del bello e delle arti liberali": ed è secondo quest'ultimo significato che da Baumgarten in poi il termine fu comunemente usato.
Come Leibniz ritiene che non ci sia una diversità sostanziale tra senso ed intelletto ma solo una differenza di chiarezza e distinzione percettiva, anche Baumgarten infatti considera la conoscenza sensibile oscura e confusa a causa della contingenza dei sensi e quindi di grado inferiore a quella intellettuale, ma tuttavia essa non è semplicemente un primo grado della conoscenza subordinato a quella intellettuale, ma ha un proprio valore autonomo poiché, a differenza di quest'ultima, che verte sull'universale astratto, essa si basa sul particolare concreto. Egli usa particolari espressioni come  "gnoseologia inferiore"  ed  "arte del pensare in modo bello" (Estetica, par.1) a proposito dell'estetica, che fanno intendere come il valore del sapere sensibile sia appunto per Baumgarten espresso dalla poesia.

### L'estetica

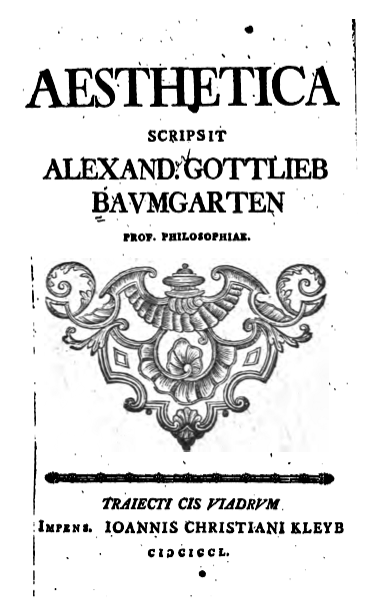
Prima pagina de lAesthetica, 1750

La poesia infatti è un "analogo della ragione" ed è connaturata allo spirito umano, come dimostra la naturale tendenza dell'uomo verso la bellezza sensibile ed artistica.
Nell'estetica il filosofo tedesco include anche la poetica dove vengono forniti precetti e regole di stile rifacendosi ai classici latini e greci e ai trattatisti italiani del Cinquecento.
Baumgarten ha anche posto in maniera definita e chiara la differenza tra quello che è di competenza del pensiero logico e ciò che riguarda la sensibilità umana, quella disposizione intellettuale di tipo sensistico-percettivo, definita da lui scientia cognitionis sensitivae.
Egli dà all'inizio della sua opera principale Aesthetica la definizione seguente: « L'estetica (teoria delle arti liberali, gnoseologia inferiore, arte del pensare in modo bello, arte dell'analogo della ragione) è scienza della conoscenza sensibile.»
L'estetica per lui è quindi: 
- un'arte liberale che opera per la cultura;
- produttrice di conoscenza vera, ma indefinita e non logica;
- costituente il campo dove ci si occupa della bellezza;
- un analogo del logico-razionale, poiché la razionalità del pensiero estetico è soltanto analogica rispetto al pensare della logica.

La sensibilità estetica, la cognitio sensitiva ha una sua assoluta specificità, ed è indipendente dalle altre forme del sapere. L'estetica è una conoscenza "aurorale", ma niente affatto irrazionale; conoscenza poliedrica e polisemantica quella estetica è conoscenza del "carattere" di un oggetto, quindi riguarda oggetti individuabili ed individuati.
Oltre che influenzare Kant nella Critica del giudizio, l'estetica di Baumgarten fu ripresa da Moses Mendelssohn e Johann Gottfried Herder. In epoca romantica venne un poco dimenticata, ma sarà rivalutata nel Novecento da tutti quegli indirizzi filosofici che riconoscono all'estetica specificità, indipendenza ed autonomia come, tra gli altri, anche dall'idealismo di Benedetto Croce. Il senso di Estetica come "scienza della conoscenza sensibile" ed il suo ampio rilievo nella costruzione dell'estetica kantiana è altresì fondamentale per il programma teorico di Emilio Garroni.

### Edizioni e traduzioni
- Estetica, a cura di Francesco Piselli, Milano, Vita e Pensiero, 1992.
- L'Estetica a cura di Salvatore Tedesco, Palermo, Aesthetica, 2000.
- Meditazioni filosofiche su alcuni aspetti del poema, a cura di Francesco Piselli, Milano, Vita e Pensiero, 1992.
- Metaphysics. A Critical Translation with Kant's Elucidations, Selected Notes, and Related Materials, curatela e traduzione in inglese di Courtney D. Fougate e John Hymers, London, Bloomsbury Publishing, 2013.
- Metafisica, a cura di Gualtiero Lorini, testo latino a fronte, Collana Il pensiero occidentale, Milano-Firenze, Bompiani, 2024.

### Studi
- Mario Casula, La metafisica di A. G. Baumgarten, Milano: Mursia, 1973.
- Francesco Piselli, Alle origini dell'estetica moderna: il pensiero di Baumgarten, Milano: Vita e Pensiero, 1991.